# Rejon druskienicki
Rejon druskienicki (lit. Druskininkų savivaldybė) – rejon w południowej Litwie.

## Ludność
Według spisu ludności z 2001 roku ok. 4% (1 tys.) populacji rejonu stanowili Polacy.

## Miejscowości
W rejonie druskienickim jest 1 miasto, 1 miasteczko i ponad 60 wsi.
- miasto:
  - Druskieniki (Druskininkai)
- miasteczko:
  - Lejpuny (Leipalingis)
- większe wsie:
  - Wiciuny (Viečiūnai)
  - Nerowo (Neravai)
  - Gajluny (Gailiūnai)

## Starostwa
Terytorium rejonu, z wyjątkiem miasta Druskieniki, jest podzielone na dwie gminy:
- Lejpuny (Leipalingio seniūnija, Lejpuny)
- Wiciuny (Viečiūnų seniūnija, Wiciuny)